# Tetramolopium remyi
Tetramolopium remyi là một loài thực vật có hoa trong họ Cúc. Loài này được (A.Gray) Hillebr. miêu tả khoa học đầu tiên.